# Bologna Associazione Giuoco del Calcio 1936-1937
Questa voce raccoglie le informazioni riguardanti il Bologna Associazione Giuoco del Calcio nelle competizioni ufficiali della stagione 1936-1937.

## Stagione
Il Bologna vinse il suo secondo scudetto consecutivo, precedendo Lazio e Torino.
In virtù di questo successo fu ammessa alla Coppa dell'Europa Centrale, dalla quale uscì ancora una volta sconfitta per mano dell'Austria Vienna, e al prestigioso torneo amichevole dell'Expo Universale di Parigi, vinto battendo il Chelsea in finale.

## Divise
| Casa | Trasferta | Portiere |

## Organigramma societario
Area direttiva
- Presidente: Renato Dall'Ara

Area tecnica
- Allenatore: Árpád Weisz

## Rosa
| N. |                   | Ruolo | Calciatore       |
| -- | ----------------- | ----- | ---------------- |
|    | Italia (bandiera) | P     | Carlo Ceresoli   |
|    | Italia (bandiera) | P     | Pietro Ferrari   |
|    | Italia (bandiera) | D     | Giordano Corsi   |
|    | Italia (bandiera) | D     | Dino Fiorini     |
|    | Italia (bandiera) | D     | Felice Gasperi   |
|    | Italia (bandiera) | D     | Mario Montesanto |
|    | Italia (bandiera) | D     | Mario Pagotto    |
|    | Italia (bandiera) | C     | Michele Andreolo |
|    | Italia (bandiera) | C     | Amedeo Biavati   |

| N. |                   | Ruolo | Calciatore           |
| -- | ----------------- | ----- | -------------------- |
|    | Italia (bandiera) | C     | Aldo Donati          |
|    | Italia (bandiera) | C     | Francisco Fedullo    |
|    | Italia (bandiera) | C     | Raffaele Sansone     |
|    | Italia (bandiera) | A     | Giovanni Busoni      |
|    | Italia (bandiera) | A     | Lodovico De Filippis |
|    | Italia (bandiera) | A     | Bruno Maini          |
|    | Italia (bandiera) | A     | Carlo Reguzzoni      |
|    | Italia (bandiera) | A     | Angelo Schiavio      |

## Risultati

### Serie A

#### Girone d'andata
| Arbitro: | Dattilo (Roma) |

|  |           |             |
|  | Marcatori | 23’ Fedullo |

| Arbitro: | Salvagno (Trieste) |

|                        |           |                               |
| Andreolo 3’ Busoni 19’ | Marcatori | 56’ Violi 63’ (aut.) Andreolo |

| Arbitro: | Scarpi (Dolo) |

|  |           |               |
|  | Marcatori | 21’ Reguzzoni |

| Arbitro: | Barlassina (Novara) |

|                |           |            |
| Montesanto 72’ | Marcatori | 57’ Busani |

| Arbitro: | Dattilo (Roma) |

|                       |           |                           |
| Andreoli 4’ Coppa 86’ | Marcatori | 37’ Biavati 55’ Reguzzoni |

| Arbitro: | Saracini (Ancona) |

|                                           |           |               |
| Fedullo 3’ Montesanto 47’ Busoni 80’, 84’ | Marcatori | 5’ Mascheroni |

| Arbitro: | Scarpi (Dolo) |

|  |           |            |
|  | Marcatori | 62’ Busoni |

| Arbitro: | Mazzarini (Roma) |

|  |           |           |
|  | Marcatori | 81’ Galli |

| Arbitro: | Barlassina (Novara) |

|  |           |               |
|  | Marcatori | 75’ Reguzzoni |

| Arbitro: | Scarpi (Dolo) |

|            |           |             |
| Busoni 46’ | Marcatori | 35’ Gabetto |

| Arbitro: | Mattea (Torino) |

|  |           |               |
|  | Marcatori | 67’ Reguzzoni |

| Arbitro: | Barlassina (Novara) |

|            |           |              |
| Busoni 64’ | Marcatori | 42’ Viani II |

| Arbitro: | Scotto (Savona) |

|              |           |                          |
| Pasinati 66’ | Marcatori | 13’ Busoni 39’ Reguzzoni |

| Arbitro: | Bevilacqua (Viareggio) |

|                                            |           |            |
| Fedullo 14’, 61’ Busoni 76’, 80’ Corsi 82’ | Marcatori | 19’ Romano |

| Arbitro: | Scarpi (Dolo) |

|                      |           |  |
| Bonizzoni 65’ (rig.) | Marcatori |  |

#### Girone di ritorno
| Arbitro: | Moretti (Genova) |

|                                     |           |  |
| Reguzzoni 40’, 45’, 56’ Sansone 53’ | Marcatori |  |

| Arbitro: | Bevilacqua (Viareggio) |

|  |           |               |
|  | Marcatori | 20’ Reguzzoni |

| Arbitro: | Mattea (Torino) |

|               |           |  |
| Reguzzoni 33’ | Marcatori |  |

| Roma 7 febbraio 1937 19ª giornata | Lazio               | 0 – 0 | Bologna | Stadio Nazionale del PNF (25 000 spett.)\| Arbitro: \| Barlassina (Novara) \| |
| Arbitro:                          | Barlassina (Novara) |       |         |                                                                               |

| Bologna 14 febbraio 1937 20ª giornata | Bologna           | 0 – 0 | Lucchese | Stadio Littoriale\| Arbitro: \| Bertolio (Torino) \| |
| Arbitro:                              | Bertolio (Torino) |       |          |                                                      |

| Arbitro: | Bevilacqua (Viareggio) |

|                              |           |                            |
| Cappellini 3’ Mascheroni 27’ | Marcatori | 36’ Andreolo 79’ Reguzzoni |

| Arbitro: | Salvagno (Trieste) |

|                                             |           |                                                     |
| De Filippis 24’ Andreolo 39’, 48’ Corsi 79’ | Marcatori | 3’, 44’ Arcari III 16’ Fasanelli 35’ Marchionneschi |

| Arbitro: | Salvatori (Roma) |

|                                   |           |                                          |
| Buscaglia 36’ Prato 47’ Galli 79’ | Marcatori | 53’ (aut.) Allasio 60’ Maini 64’ Sansone |

| Arbitro: | Sassi (Roma) |

|                       |           |               |
| Andreolo 9’ Maini 47’ | Marcatori | 65’ Ferrara I |

| Torino 28 marzo 1937 25ª giornata | Juventus            | 0 – 0 | Bologna | Stadio Benito Mussolini\| Arbitro: \| Barlassina (Novara) \| |
| Arbitro:                          | Barlassina (Novara) |       |         |                                                              |

| Arbitro: | Ciamberlini (Sampierdarena) |

|             |           |  |
| Sansone 83’ | Marcatori |  |

| Firenze 18 aprile 1937 27ª giornata | Fiorentina      | 0 – 0 | Bologna | Stadio Giovanni Berta (18.000 spett.)\| Arbitro: \| Scotto (Savona) \| |
| Arbitro:                            | Scotto (Savona) |       |         |                                                                        |

| Arbitro: | Moretti (Genova) |

|                           |           |  |
| Reguzzoni 9’ Andreolo 54’ | Marcatori |  |

| Arbitro: | Saracini (Ancona) |

|                                                       |           |  |
| Torri 43’ Fiorini 50’ (aut.) Rizzotti 69’ Bellini 88’ | Marcatori |  |

| Arbitro: | Bevilacqua (Viareggio) |

|                   |           |  |
| Schiavio 10’, 38’ | Marcatori |  |

### Coppa Italia
| Arbitro: | Mattea (Torino) |

|            |           |  |
| Spivach 7’ | Marcatori |  |

### Coppa dell'Europa Centrale
| Arbitro: | Rertaks |

|               |           |                         |
| Reguzzoni 35’ | Marcatori | 67’ Neumer 79’ Sindelar |

| Arbitro: | Zenicek |

|                                                |           |              |
| Sindelar 3’ Nausch 18’, 67’, 75’ Jerusalem 88’ | Marcatori | 90’ Schiavio |

### Torneo Internazionale dell'Expo Universale di Parigi
| Arbitro: | Turfkruyer |

|                                         |           |                     |
| Busoni 5’ Schiavio 16’, 31’ Sansone 53’ | Marcatori | 39’ (rig.) Abegglen |

| Arbitro: | Ollive |

|                 |           |  |
| Busoni 18’, 72’ | Marcatori |  |

| Arbitro: | Leclercq |

|                                    |           |            |
| Reguzzoni 14’, 30’, 72’ Busoni 20’ | Marcatori | 78’ Weaver |

## Statistiche

### Statistiche di squadra
| Competizione               | Punti | In casa | In casa | In casa | In casa | In casa | In casa | In trasferta | In trasferta | In trasferta | In trasferta | In trasferta | In trasferta | Totale | Totale | Totale | Totale | Totale | Totale | DR  |
| Competizione               | Punti | G       | V       | N       | P       | Gf      | Gs      | G            | V            | N            | P            | Gf           | Gs           | G      | V      | N      | P      | Gf     | Gs     | DR  |
| -------------------------- | ----- | ------- | ------- | ------- | ------- | ------- | ------- | ------------ | ------------ | ------------ | ------------ | ------------ | ------------ | ------ | ------ | ------ | ------ | ------ | ------ | --- |
| Serie A                    | 42    | 15      | 8       | 6       | 1       | 30      | 13      | 15           | 7            | 6            | 2            | 15           | 13           | 30     | 15     | 12     | 3      | 45     | 26     | +19 |
| Coppa Italia               | -     | 0       | 0       | 0       | 0       | 0       | 0       | 1            | 0            | 0            | 1            | 0            | 1            | 1      | 0      | 0      | 1      | 0      | 1      | -1  |
| Coppa dell'Europa Centrale | -     | 1       | 0       | 0       | 1       | 1       | 2       | 1            | 0            | 0            | 1            | 1            | 5            | 2      | 0      | 0      | 2      | 2      | 7      | -5  |
| Torneo dell'Expo di Parigi | -     | 3       | 3       | 0       | 0       | 10      | 2       | 0            | 0            | 0            | 0            | 0            | 0            | 3      | 3      | 0      | 0      | 10     | 2      | +8  |
| Totale                     | -     | 19      | 11      | 6       | 2       | 41      | 17      | 17           | 7            | 6            | 4            | 16           | 19           | 36     | 18     | 12     | 6      | 57     | 36     | +21 |

### Statistiche dei giocatori[2]
| Giocatore      | Serie A  | Serie A | Coppa Italia | Coppa Italia | Coppa dell'Europa Centrale | Coppa dell'Europa Centrale | Totale   | Totale |
| Giocatore      | Presenze | Reti    | Presenze     | Reti         | Presenze                   | Reti                       | Presenze | Reti   |
| -------------- | -------- | ------- | ------------ | ------------ | -------------------------- | -------------------------- | -------- | ------ |
| M. Andreolo    | 25       | 6       | 1            | 0            | 2                          | 0                          | 28       | 6      |
| A. Biavati     | 16       | 1       | 1            | 0            | -                          | -                          | 17       | 1      |
| G. Busoni      | 29       | 9       | 1            | 0            | 1                          | 0                          | 31       | 9      |
| C. Ceresoli    | 27       | -18     | 1            | -1           | 2                          | -7                         | 30       | -26    |
| G. Corsi       | 30       | 2       | 1            | 0            | 2                          | 0                          | 33       | 2      |
| L. De Filippis | 4        | 1       | -            | -            | -                          | -                          | 4        | 1      |
| A. Donati      | 5        | 0       | -            | -            | -                          | -                          | 5        | 0      |
| F. Fedullo     | 30       | 4       | -            | -            | 2                          | 0                          | 32       | 4      |
| P. Ferrari     | 3        | -8      | -            | -            | -                          | -                          | 3        | -8     |
| D. Fiorini     | 30       | 0       | 1            | 0            | 2                          | 0                          | 33       | 0      |
| F. Gasperi     | 15       | 0       | -            | -            | 2                          | 0                          | 17       | 0      |
| B. Maini       | 11       | 2       | 1            | 0            | 1                          | 0                          | 13       | 2      |
| M. Montesanto  | 30       | 2       | 1            | 0            | 2                          | 0                          | 33       | 2      |
| M. Pagotto     | 15       | 0       | 1            | 0            | -                          | -                          | 16       | 0      |
| C. Reguzzoni   | 29       | 12      | 1            | 0            | 2                          | 1                          | 32       | 13     |
| R. Sansone     | 29       | 3       | 1            | 0            | 2                          | 0                          | 32       | 3      |
| A. Schiavio    | 2        | 2       | -            | -            | 2                          | 1                          | 4        | 3      |